# Tần Huệ Văn vương
Tần Huệ Văn vương (chữ Hán: 秦惠文王; 354 TCN - 311 TCN), là vị vua thứ 31 của nước Tần - chư hầu nhà Chu trong lịch sử Trung Quốc. Ông trị vì từ năm 338 TCN đến năm 311 TCN, tổng cộng 27 năm.
Năm 325 TCN, Tần Huệ Văn công xưng Vương, sau đó Hàn quốc, Triệu quốc, Yên quốc, Trung Sơn quốc và Tống quốc cũng đồng loạt xưng Vương, sự kiện này được gọi là Ngũ quốc tương Vương (五國相王).

## Lịch sử

### Giết Thương Ưởng
Doanh Tứ sinh vào năm 354 TCN, là con trai của Tần Hiếu công Doanh Cừ Lương, vua thứ 30 của nước Tần.
Khác với cha mình, Doanh Tứ đã tỏ ra khinh thường những biện pháp cải cách của Thương Ưởng, đặc biệt với sự nhấn mạnh rằng mọi người đều phải bị trừng phạt cho tội ác bất kể thân phận tôn quý. Hiếu công luôn ủng hộ cải cách của Thương Ưởng, đồng ý ra lệnh trừng phạt Thái tử, cắt mũi thái sư và thái phó của Tứ vì thiếu sót trong việc giáo dục công tử. Vì thế ông vẫn đem lòng thù oán Ưởng.
Năm 338 TCN, Tần Hiếu công chết, ông lên kế vị ngôi quốc quân nước Tần. Sẵn thù oán Thương Ưởng và biết nhiều tông thất nước Tần cũng oán Thương Ưởng, ông liền thực hiện ý định trả thù. Không lâu sau, Công Tử Kiền nói với ông rằng Thương Ưởng muốn mưu phản, Huệ Văn công vốn ghét Thương Ưởng nên tin là thật, sai quân truy bắt, Thương Ưởng trốn sang nước Ngụy. Do trước đó Thương Ưởng nhiều lần đánh bại quân Ngụy nên bị người nước Ngụy ghét, đuổi về nước Tần. Tần Huệ Văn công ra lệnh đem Thương Ưởng tứ mã phân thây, rồi giết sạch cả gia tộc. Mặc dù vậy, ông vẫn tiếp tục các cải cách do cha mình và Thương Ưởng thiết lập.

### Xưng Vương, phạt Tam Tấn, an Nghĩa Cừ, diệt Ba-Thục
Năm 337 TCN, sau khi Tần Huệ Văn công lên ngôi, các vua chư hầu lân cận là Hàn Chiêu hầu, Ngụy Huệ Thành hầu, Triệu Túc hầu và vua Thục đến triều kiến ông. Sang năm 336 TCN, Chu Hiển vương thấy nước Tần lớn mạnh, bèn tìm cách lấy lòng, trao việc tế tự Chu Văn Vương, Chu Vũ Vương cho ông.
Năm 333 TCN, sau khi giết Thương Ưởng, Tần Huệ Văn công trọng dụng người nước Ngụy là Công Tôn Diễn, phong làm Đại lương tạo. Năm 330 TCN, Công Tôn Diễn mang quân giao chiến với quân Ngụy ở Điêu Dương. Công Tôn Diễn đánh bại quân Ngụy, bắt được tướng Ngụy là Long Giả và giết hơn 4 vạn quân Ngụy. Sau trận thua đó, nước Ngụy phải cắt đất Tấn Âm cho nước Tần, Tần Huệ Văn công bèn đổi tên thành Ninh Thái.
Năm 329 TCN, Tần Huệ Văn công trọng dụng Trương Nghi, dùng làm tướng quốc, cách chức Công Tôn Diễn. Công Tôn Diễn trở về nước Ngụy, được Ngụy Huệ hầu phong làm tướng quốc. Năm 328 TCN, Tần Huệ Văn công sai Trương Nghi mang quân đánh Ngụy, chém 8 vạn quân Ngụy. Ngụy Huệ hầu sợ sức mạnh của nước Tần, phải dâng 15 huyện thuộc Thượng Quận cho nước Tần. Sang năm 327 TCN, Tần Huệ Văn công thiết lập huyện tại đất Nghĩa Cừ, vua nước Nghĩa Cừ xin thần phục nước Tần. Tần Huệ Văn công lại trả Tiêu Thành và Khúc Yểu cho nước Ngụy, đổi tên đất Thiếu Lương thành Hạ Dương.
Năm 326 TCN, Tần Huệ Văn công lại đánh Ngụy. Quân Tần vượt sông Hoàng Hà, đánh chiếm đất Phần Âm và Bì Thị. Ông lại sai Trương Nghi mang quân đi đánh dất Thiểm, đuổi hết dân Thiểm châu về nước Ngụy.
Năm 325 TCN, Tần Huệ Văn công chính thức xưng Vương, ông truy tôn Tần Hiến công làm Tần Nguyên Vương và Tần Hiếu công làm Tần Bình Vương. Vào năm 324 TCN, ông sai Trương Nghi du thuyết các nước Tề và Sở theo kế liên hoành. Tề và Sở đồng ý liên hoành với Tần, hội tại Niết Tang.
Sang năm 323 TCN, ông phong Trương Nghi làm tướng quốc. Vua các nước Hàn, Ngụy lo sợ sai thái tử sang triều kiến vua Tần. Nhưng giữa năm đó, theo kế hợp tung của Công Tôn Diễn, 5 nước Hàn, Ngụy cùng Triệu, Yên và Trung Sơn cùng xưng vương và liên kết chống lại khối Tần-Tề-Sở. Trương Nghi bèn sang Ngụy du thuyết Ngụy Huệ Thành vương khiến vua Ngụy gạt bỏ Công Tôn Diễn và thăng Nghi làm tướng quốc. Nhưng không lâu sau Công Tôn Diễn thuyết phục các nước liên minh hợp tung khiến Ngụy Huệ vương lại bỏ Trương Nghi khiến Nghi phải trở về nước Tần.
Cuối năm 323 TCN, Sở Hoài vương cùng liên hoành với Tần, mang quân tấn công nước Ngụy, chiếm đóng 8 ấp của Ngụy.
Năm 322 TCN, Trương Nghi từ nước Tần sang nước Ngụy thuyết phục vua Ngụy liên hoành với nước Tần và Hàn để tấn công Tề và Sở. Ngụy Huệ vương đang thất thế nên hòa với nước Tần để có đồng minh chống Sở.
Sau đó Ngụy Huệ vương cũng không chịu thần phục nước Tần nữa. Tần Huệ Văn vương bèn ra quân đánh Ngụy. Thấy thế, các nước Tề, Sở, Yên, Triệu cùng mời Công Tôn Diễn tham gia bàn thảo kế sách cho nước mình. Năm 319 TCN, Ngụy đuổi Trương Nghi trở về nước Tần và đưa Công Tôn Diễn trở lại làm tướng quốc chủ trì chính sự, được Huệ Văn vương cho làm tướng quốc. Vua nước Nghĩa Cừ đến triều kiến nước Ngụy. Tê Thủ nghe tin Trương Nghi lại làm thừa tướng nước Tần, ghét Nghi, bèn nói với vua nước Nghĩa Cừ rằng nếu các nước ở Sơn Đông không làm gì thì Tần được dịp cướp bóc nước Nghĩa Cừ, nếu các nước đánh Tần, Tần sẽ phải mang lễ vật để biếu nước Nghĩa Cừ. Quả nhiên Tần Huệ Văn vương lo ngại các chư hầu liên hợp tấn công mình, nên nghe theo lời Trần Chẩn, sai sứ mang lễ vật tặng vua Nghĩa Cừ để được yên ổn biên giới với Nghĩa Cừ.
Năm 318 TCN, liên quân hợp tung Hàn, Triệu, Ngụy dưới sự kêu gọi của Công Tôn Diễn tấn công nước Tần. Quân 3 nước tiến đến cửa Hàm Cốc thì bị tướng Tần là Thứ trưởng Sư Lý Tật đánh phủ đầu. Vì tổ chức quân 3 nước lỏng lẻo nên không địch nổi quân Tần. Sang năm 317 TCN, Sư Lý Tật đánh bại quân Hàn, Triệu, Ngụy tại Tu Ngư, hơn 8 vạn quân chư hầu bị giết, tướng Thân Sai bị Tần bắt sống. Nhưng trong lúc quân Tần đối phó với quân 3 nước thì vua Nghĩa Cừ lại phát binh đánh Tần, đánh bại quân Tần ở gần ấp Lý Bá.
Tần Huệ Văn vương lại dùng Trương Nghi làm tướng quốc. Năm 316 TCN, nhân cơ hội hai nước Ba và Thục xảy ra xung đột, ông sai Tư Mã Thác mang quân đánh diệt Ba-Thục, sau đó sai công tử Thông sang cai trị, phong làm Thục hầu. Cùng lúc, quân Tần tấn công nước Triệu, đánh thành Trung Đô và Tây Dương.
Trước thế mạnh của nước Tần, Hàn Tuyên Huệ vương buộc phải sai thái tử Hàn Thương sang Tần làm con tin. Quân Tần vẫn tấn công Hàn, chiếm đất Thạch Chương, lại đánh Triệu chiếm đất Nê, rồi tấn công sang nước Nghĩa Cừ, lấy 25 thành.
Năm 315 TCN, tướng Sư Lý Tật đánh chiếm Tiêu Thành của nước Ngụy, cùng lúc quân Tần đánh bại quân Hàn một trận nữa, giết hơn 1 vạn người, chiếm thành Nhạn Môn khiến tướng Hàn bỏ chạy.
Năm 314 TCN, Tần Huệ Văn vương hội với Ngụy Tương vương tại đất Lâm Tấn. Tướng Tần là Sư Lý Tật lại tấn công Triệu, bắt tướng Triệu là Triệu Trang. Sau đó Tần Huệ Văn vương đem quân đánh Nghĩa Cừ, chiếm 25 thành.

### Công phạt Sở
Cùng năm 314 TCN, Trương Nghi lại đi du thuyết, sang nước Sở để chia rẽ hợp tung Sở và Tề, ra điều kiện nếu Sở cắt quan hệ với Tề thì Tần sẽ hiến 600 dặm đất cho Sở. Sở Hoài vương tin theo, bèn cự tuyệt ngoại giao với nước Tề và sai người theo Trương Nghi sang Tần nhận đất. Nhưng lúc đó Tần Huệ Văn vương làm như thỏa thuận đó là của riêng Trương Nghi nên không chấp nhận cắt đất, khiến Sở Hoài vương khởi binh đánh Tần (nước).
Tề Mẫn vương bị Sở cự tuyệt cũng đề nghị Tần hợp binh đánh Sở. Năm 312 TCN, Tần Huệ Văn vương sai tướng Ngụy Chương mang quân hợp với quân Tề đánh Sở, giết tướng Sở là Khuất Cái và hơn 8 vạn quân Sở. Sau đó quân Tần thừa thắng tiến lên đánh thắng quân Sở lần thứ 2 tại Hán Trung chiếm 600 dặm đất Sở, lập ra quận Hán Trung.
Năm 311 TCN, Sở Hoài vương tức giận điều quân đánh Tần, vây đất Ung Thị. Tần Huệ Văn vương điều quân đánh Sở, chiếm đất Thiệu Lăng. Cùng lúc, nước Tần đã phá được thế hợp tung của các nước Sơn Đông, khiến Hàn và Ngụy liên hoành. Vua Tần sai Sư Lý Tật giúp Hàn đánh Tề và sai Đáo Mãn giúp Ngụy đánh Yên. Vua hai nước nhỏ là Lê và Đan đến xin hàng nước Tần.

### Băng hà
Năm 311 TCN, Tần Huệ Văn vương qua đời, thọ 44 tuổi. Ông ở ngôi được 27 năm, xưng Vương 15 năm. Con ông là Doanh Đãng lên nối ngôi, tức là Tần Vũ vương.

## Gia quyến
- Thân phụ: Tần Hiếu công.
- Anh em: Sư Lý Tật, em trai khác mẹ.
- Hậu cung: Huệ Văn vương có nhiều phi tần, nhưng chỉ 2 người được ghi lại chính thức:

1. Huệ Văn Hậu (惠文后; ? - 305 TCN), dòng dõi công thất nước Ngụy[9], sinh Vũ vương Doanh Đãng, người đời xưng là Ngụy phu nhân (魏夫人).
2. Mị Bát Tử (芈八子),dòng dõi vương thất nước Sở sau được Chiêu Tương vương tôn phong là Tuyên Thái Hậu (宣太后). Sủng phi của Tần Huệ Văn Vương, là sinh mẫu của Chiêu Tương vương Doanh Tắc

- Hậu duệ:

1. Tần Vũ vương Doanh Đãng (嬴蕩), mẹ là Huệ Văn hậu.
2. Công tử Tráng (公子壮).
3. Công tử Ung (公子雍).
4. Tần Chiêu Tương vương Doanh Tắc (贏稷), mẹ là Tuyên thái hậu.
5. Công tử Thông (公子通).
6. Công tử Uẩn (公子恽).
7. Công tử Thị (公子市), sau phong Cao Lăng quân (高陵君), mẹ là Tuyên thái hậu.
8. Công tử Thiếu Cung, phong hiệu Cao Dương quân
9. Công tử Khôi (公子悝), sau phong Kính Dương quân (泾阳君), mẹ là Tuyên thái hậu.
10. Một con gái, là Vương hậu của Yên Dịch vương.

## Truyền thuyết
Theo Sưu thần ký, năm thứ 27 đời Tần Huệ vương, sai Trương Nghi xây thành ở Thành Đô, nhiều lần bị sụp. Bỗng có con rùa lớn nổi trên sông, bơi tới góc Đông Nam của tử thành phía Đông thì chết. Nghi đem việc ấy hỏi vu sư, vu sư nói: "Xây thành giống hình rùa". Nghi liền làm theo, gọi là thành Quy Hóa. Trong đó, chữ "quy hóa" 亀化 khá gần tự dạng "cổ loa" 古螺